# 36a edició dels Premis Sant Jordi de Cinematografia
La 36a edició dels Premis Sant Jordi de Cinematografia va tenir lloc el 10 de desembre de 1992, patrocinada per Ràdio Nacional d'Espanya. Hi va assistir el director de TVE Diego Carcedo i el de RNE Josep Maria Balcells i Gené. Al final de l'acte es va retre homenatge a Joan Munsó i Cabús.

## Premis Sant Jordi
| Categoria                            | Premiat                | Labor premiada              |
| ------------------------------------ | ---------------------- | --------------------------- |
| Millor pel·lícula espanyola          | Amantes                | Pel·lícula                  |
| Millor pel·lícula estrangera         | Edward Scissorhands    | Tim Burton                  |
| Millor opera prima                   | Barcelona lament       | Luis Aller                  |
| Millor actor espanyol                | Fernando Guillén       | Don Juan en los infiernos   |
| Millor actriu espanyola              | Marisa Paredes         | Tacones lejanos             |
| Millor actor estranger               | Anthony Hopkins        | El silenci dels anyells     |
| Millor actriu estrangera             | Winona Ryder           | Edward Scissorhands Sirenes |
| Premi Especial del jurat             | Antoni Llorens i Olivé | Propietari de Lauren Films  |
| Premi a la labor pel cinema espanyol | Cinemes Verdi          | -                           |